# Усков, Анатолий Павлович
Анатолий Павлович Усков (17 июля 1922, Волжский — 11 марта 2010, Волжский, Волгоградская область) — экскаваторщик, Герой Социалистического Труда (1952).

## Биография
Родился 17 июля 1922 года в селе Безродное (ныне — город Волжский Волгоградской области). Участвовал в боях Великой Отечественной войны, был тяжело ранен, прошёл боевой путь от Ленинграда до Праги.
После войны проживал в Сталинграде. Окончил Сталинградский механический институт, после чего работал на строительстве Волго-Донского судоходного канала.
Усков был начальником экипажа первого в СССР шагающего экскаватора «ЭШ 14.65» с ковшом ёмкостью 14 кубометров. При помощи этого экскаватора копалось ложе канала. Экипаж, состоящий из 17 человек, поднял за время строительства канала 2,5 миллиона кубометров земли.
Указом Президиума Верховного Совета СССР от 19 сентября 1952 года за «особо выдающиеся заслуги и самоотверженную работу по строительству и вводу в эксплуатацию Волго-Донского судоходного канала имени В. И. Ленина, Цимлянской гидроэлектростанции и сооружений для орошения первой очереди в 100 тысяч гектаров засушливых земель Ростовской области» Анатолий Усков был удостоен высокого звания Героя Социалистического Труда с вручением ордена Ленина и медали «Серп и Молот».
Участвовал в строительстве Волгоградской ГЭС, затем был начальником канатной дороги через Волгу, главным механиком управления механизации строительных работ «Волгоградгидростроя». Ездил в служебную командировку в Ирак, где участвовал в строительстве канала Тартар-Евфрат. С 1977 года — на пенсии. Активно занимался общественной деятельностью. Проживал в Волжском. Умер 11 марта 2010 года.
Был также награждён орденом Отечественной войны 1-й степени, двумя орденами Отечественной войны 2-й степени, орденом Красной Звезды и рядом медалей.